# ألان غراي (لاعب كرة قدم)
ألان غراي (بالإنجليزية: Allan Gray)‏ هو لاعب كرة قدم بريطاني في مركز الدفاع، ولد في 12 ديسمبر 1943 في اسكتلندا في المملكة المتحدة. لعب مع نادي كلايد.